# Slag om Heartbreak Ridge
De slag om Heartbreak Ridge was het laatste grote offensief van de strijdkrachten van de Verenigde Naties onder leiding van de VS in de Koreaanse Oorlog en was vooral bedoeld om de positie van de VN in de reeds begonnen onderhandelingen over een staakt-het-vuren te versterken. Het offensief duurde van 13 september tot 15 oktober 1951 en was de laatste van verschillende grote gevechten rond een terrein dat bekend staat als "The Punchbowl", een gebied met verschillende valleien in de bergen van Noord-Korea, een paar kilometer ten noorden van de 38e breedtegraad.

## Achtergrond
Na de terugtrekking van de Bloody Ridge-bergrug, die in september 1951 door VN-troepen was ingenomen, nam het Koreaanse Volksleger nieuwe posities in op het beter verdedigbare 11 km lange aangrenzende massief, dat er slechts 1400 m van verwijderd was. Het opperbevel van de VN gaf toen het Amerikaanse X-korps van generaal-majoor Clovis E. Byers opdracht ook deze Heartbreak Ridge ("rug van gebroken harten") genoemde heuvelrug te beveiligen. Binnen het X-korps viel deze taak toe aan de Amerikaanse 2e infanteriedivisie onder brigadegeneraal Thomas F. Deshazo. Byers en Deshazo onderschatten aanvankelijk de sterke verdedigingspositie van de Noord-Koreanen en gaven opdracht tot een enkel infanterieregiment (het 23e, onder kolonel James Y. Adams) en zijn ondersteunende Franse bataljon om een frontale aanval uit te voeren op de goed versterkte heuvel. Dit bleek een verkeerde beslissing.

## Verloop van de strijd
De eerste aanval begon op 13 september met een tactiek van de Amerikaanse troepen, die later verschillende keren werd herhaald: eerst namen vliegtuigen, tanks en artillerie de bergkam onder vuur. Dit bleef zonder noemenswaardig effect op de goed versterkte posities van het Noord-Koreaanse regiment. Daarna beklommen infanteristen de berghelling op om de vijandelijke bunkers in te nemen. De overlevenden bereikten vaak uitgeput en zonder munitie de bergkam. De tegenaanval volgde, met golven van Noord-Koreanen die het verloren terrein probeerden te heroveren. Veel van deze tegenaanvallen werden 's nachts uitgevoerd door verse troepen die onder dekking van de naburige heuvels werden gebracht. Dit eindigde vaak in man-tegen-man-gevechten.
De strijd ging zo twee weken door, totdat het 23e regiment bijna volledig was weggevaagd. De heuvelrug wisselde verschillende keren van bezit in een reeks aanvallen en tegenaanvallen, waarbij verschillende eenheden tot compagniegrootte (100-200 man) aan Amerikaanse zijde werden vernietigd. De Amerikanen gebruikten artilleriebarrages, luchtaanvallen en tanks in een poging de Noord-Koreanen van de bergkam te verdrijven, maar het Koreaanse Volksleger bleek zeer veerkrachtig.
Kolonel James Y. Adams maakte samen met de Franse bataljonscommandant de divisieleiding duidelijk dat verdere directe aanvallen op de heuvelrug ineffectief en suïcidaal zouden zijn en dat in plaats daarvan de aanvoerroutes van de Noord-Koreanen zouden moeten worden afgesneden. Op 27 september beval de nieuwe commandant van de 2e Amerikaanse divisie, generaal-majoor Robert N. Young, de aanvallen tijdelijk te staken om een nieuw operatie te ontwikkelen.
Van 1 tot 5 oktober kregen de VN-troepen voldoende voorraden en werd een nieuwe hoofdaanval met een andere tactiek voorbereid. Het was duidelijk geworden dat het bijna onmogelijk was om de heuvels te veroveren zolang de vijand voorraden en versterkingen kon blijven aanvoeren. Om dit te voorkomen wilden de VN-troepen de aanvallen concentreren op de zijheuvels en valleien. Het speerpunt van deze nieuwe tactiek was het 72e tankbataljon, met als taak de vijandelijke bevoorradingsdepots in de Mundung-ni-vallei te vernietigen. Hiervoor moest echter een route door de vallei worden gevonden voor de M4 Sherman-tanks. Er was maar één smal pad mogelijk, deze route werd door de genie vrijgemaakt en geplaveid. VN-patrouilles arresteerden verschillende Noord-Koreanen en verkregen strategisch belangrijke informatie van hen. Corsair-piloten van het Amerikaanse Marine Corps bestookten vijandelijke posities en voorraaddepots met napalm.
Op 5 oktober om 21.00 uur begonnen de drie infanterieregimenten (9e, 23e en 38e) van de 2e divisie gecoördineerde aanvallen op Heartbreak Ridge en de aangrenzende heuvels. Op 10 oktober lanceerden de VN-troepen het offensief in de Mundung-ni-vallei. De aanval door het 72e tankbataljon onder kolonel Joseph Jarvis was succesvol en verraste eenheden van de 204e Chinese divisie toen die door de vallei trokken om de Noord-Koreanen op de bergkam te ontzetten. De Chinezen leden zware verliezen in het onbeschutte terrein. De volgende vijf dagen controleerden de Amerikaanse tanks de Mundung-ni-vallei en vernietigden ze bevoorradingsbases, troepenconcentraties en ongeveer 350 bunkers bij Heartbreak Ridge en de aangrenzende heuvels en valleien.
Door het gebruik van tanks en massale luchtinzet kregen de Amerikaanse troepen nu de overhand, maar de hardnekkige infanteriegevechten gingen door totdat Franse troepen op 13 oktober de laatste Noord-Koreaanse positie veroverden.

## Nederlandse bijdrage
Het Nederlands Detachement Verenigde Naties droeg bij aan de verovering van Heartbreak Ridge in de vorm van artillerie-ondersteuning en patrouilles. In oktober viel het bataljon heuvels 605 en 905 in de Mundungni-vallei aan.

## Terugblik
Beide partijen leden zware verliezen: meer dan 3.700 Amerikanen en Fransen en ongeveer 25.000 Noord-Koreanen en Chinezen kwamen om het leven of raakten gewond. Deze verliezen brachten de VN en het Amerikaanse opperbevel tot het besef dat dit niet in een acceptabele verhouding stond tot de minimale terreinwinst die was behaald. De slag om Heartbreak Ridge was daarmee het laatste grote VN-offensief in de Koreaanse Oorlog.
Totdat de wapenstilstand in juli 1953 werd ondertekend vonden nog sporadische gevechten plaats bij Heartbreak Ridge, meestal geïnitieerd door Noord-Koreanen of Chinezen. Op 3 november lanceerden de Noord-Koreanen een laatste aanval op de hoogten van Heartbreak Ridge, maar het verdedigende 160e infanterieregiment van de VS hield deze met succes vast totdat de onderhandelingen over een staakt-het-vuren waren afgerond.

## Trivia
- De naam Heartbreak Ridge voor de omstreden bergrug komt van een zin uit een interview van een verslaggever met kolonel James Y. Adams, waarin hij de zware verliezen van zijn eigen troepen met de woorden "such a heartbreak for me" beklaagt.
- De speelfilm Heartbreak Ridge van Clint Eastwood ontleende de naam en achtergrond aan de slag om Heartbreak Ridge.